# Fredrik Hammar
Ej att förväxla med Filip Hammar och Fredrik Wikingsson från duon Filip och Fredrik.
Lars Fredrik Alexander Hammar född 11 januari 1965 i Umeå, Västerbotten, är en svensk skådespelare, musiker och sångare.
Hammar började spela amatörteater i Boden, hans första engagemang i Stockholm var en statistroll i Ingmar Bergmans uppsättning av Kung Lear på Dramaten 1985. Han engagerades sedan vid olika fria teatergrupper, 1994 engagerades han åter vid Dramaten, nu som skådespelare. Hammar påbörjade 2005 studier vid Medicinska fakulteten vid Linköpings universitet som senare resulterade i en läkarexamen. 

## Filmografi
- 1989 – Klassliv (TV-serie)
- 1990 – Fiendens fiende (TV-serie) (TV-serie)
- 1992 – Kvällspressen (TV-serie)
- 1994 – Den vite riddaren (TV-serie)
- 1994 – Ev byte
- 1994 – Polismördaren
- 1995 – Anmäld försvunnen (TV-serie)
- 1995 – Stora och små män
- 1995 – Älskar, älskar inte
- 1997 – Emma åklagare (TV-serie)
- 1997 – Snoken (TV-serie)
- 1998 – Aspiranterna (TV-serie)
- 1998 – Ögat
- 1999 – C/o Segemyhr (TV-serie)
- 1999 – Sjön
- 2000 – Sleepwalker
- 2000 – Det grovmaskiga nätet (TV-serie)
- 2001 – Gaggabebisen
- 2001 – Återkomsten (TV-serie)
- 2001 – Kvinna med födelsemärke (TV-serie)
- 2002 – Pappa polis (TV-serie)
- 2003 – Paragraf 9 (TV-serie)
- 2004 – Populärmusik från Vittula
- 2004 – Babylonsjukan
- 2005 – Borkmanns punkt
- 2006 – Stilla natt
- 2007 – Irene Huss – Tatuerad torso
- 2007 – Labyrint (TV-serie)
- 2007 – Höök (TV-serie)
- 2008 – Om ett hjärta
- 2008 – Oskyldigt dömd (TV-serie)
- 2008 – Pokerface
- 2009 – De halvt dolda (TV-serie)
- 2009 – Jenny ger igen (TV-serie)
- 2009 – Beck – Levande begravd
- 2010 – Sound of Noise
- 2013 – IRL
- 2014 – Hallåhallå
- 2014–2016 – Tjockare än vatten (TV-serie)
- 2016 – Maria Wern – Smutsiga avsikter
- 2020 – Rebecka  Martinsson (TV-serie)

TV 2020 Kärlek och Anarki
TV 2023 Ondskan

## Teater

### Roller (ej komplett)
| År   | Roll                                                           | Produktion                              | Regi               | Teater   |
| ---- | -------------------------------------------------------------- | --------------------------------------- | ------------------ | -------- |
| 1994 | Ham, Devil’s angel                                             | Goldbergvariationer George Tabori       | Ingmar Bergman     | Dramaten |
| 1994 | Polisen Vännen En sjöofficer Dekanus för medicinska fakulteten | Ett drömspel August Strindberg          | Robert Lepage      | Dramaten |
| 1996 | Store bärstolsbäraren                                          | De löjliga preciöserna Molière          | Thommy Berggren    | Dramaten |
| 1999 | Lignière Martin Carbon                                         | Cyrano de Bergerac Edmond Rostand       | Ronny Danielsson   | Dramaten |
| 2000 | Kammarherre Flor                                               | Vildanden Henrik Ibsen                  | Stefan Larsson     | Dramaten |
| 2003 | Konungen av Frankland Härold                                   | Kung Lear William Shakespeare           | Stefan Larsson     | Dramaten |
| 2004 | Security Polis Doktorn Flintisen Journalist Assistenten        | A Clockwork Orange 2004 Anthony Burgess | Kasper Bech Holten | Dramaten |